# Graziella Corvalán
 (mars 2025).
Graziella Corvalán (née le 1er juin 1931 à Asuncion) est une sociologue et linguiste paraguayenne, connue par ses efforts pour préserver la langue guaraní et par la création d'un des premiers programmes d'études de la femme au Paraguay. Ses travaux ont mis l’accent sur la nécessité de politiques publiques pour éliminer la discrimination fondée sur le genre et la langue. Elle a été reconnue par le gouvernement du Paraguay en 2010 avec la Grande Cruz du Mandat National du Mérite. L’année suivante, elle a reçu le Prix Serafina Dávalos de la Mairie d’Asunción et en 2022 a été reconnue par le bureau des Nations unies au Paraguay.

## Premières années et éducation
Gilda Graciela Clementina Espínola Manzoni est née le 1er juin 1931, à Asuncion, au Paraguay, fille de Estefana Consolation Manzoni et Pedro Ramón Cecilio Espínola. Son père était avocat, professeur de droit, membre de la Caméra de Députés du le Paraguay et membre du conseil d’administration de la Banque Centrale du Paraguay, jusqu'à son exil à Buenos Aires en 1940. Espínola a terminé son éducation primaire et secondaire en Argentine, avant que la famille retourne à Asunción en 1952.. À son retour au Paraguay, Espínola s'est mariée et a eu six enfants : María Eugenia, Gustavo Vidal, Luis María, Silvana Casabianca, Javier, Homme Oddone Corvalán Espínola. Professionnellement, à partir de ce moment, elle devient connue sous le nom de Graziella Corvalán. 
Corvalán a enseigné l'anglais dans des écoles locales et au Centre Culturel Paraguayen américain (CCPA), tout en fréquentant l'Université Nationale d'Asunción, où elle a obtenu son diplôme linguistique en 1970. Durant ses études, elle a fréquenté l’Université du Texas à Austin avec une bourse Fulbright et a obtenu un certificat pour enseigner l’anglais comme deuxième langue en 1969. Elle a poursuivi ses études en poursuivant un troisième cycle en sociologie au Centre Paraguayen d’études sociologiques (CPES) de la Faculté latino-américaine des sciences sociales en 1972 et un diplôme supérieure en éducation du Centre d’études éducatives de l’Université Ibéro-Américaine à Mexico en 1975. 

## Carrière
Depuis 1964, Corvalán a enseigné et fait partie du conseil d’administration du Centre paraguayen d’études sociologiques (CPES). Cette même année, elle est également devenue rédactrice en cheffe de la revue paraguayenne de sociologie, poste qu’elle occupera jusqu’en 2000. Corvalán est devenue professeure et cheffe de département de sociologie et de sociolinguistique à l’Institut supérieur des langues de l’Université nationale d’Asunción en 1977. Elle est devenue une défenseuse et une promotrice de l’éducation bilingue et de la préservation de la langue guarani. Elle a publié des travaux qui ont démontré que, bien que le guarani soit une langue officielle, avec l’espagnol, la discrimination contre les locuteurs de guarani persiste dans le pays jusqu’au XXIe siècle. Elle occupe le poste de cheffe de département jusqu’en 2000 et enseigne dans le programme d’études supérieures sur l’égalité des sexes jusqu’en 2005.
Après avoir assisté à la Conférence Mondiale sur la Femme de 1985 à Nairobi au Kenya, Corvalán est retournée au Paraguay et a fondé avec Mirtha Rivarola le Groupe d’études des femmes paraguayennes (GEMPA) au CPES. L'année suivante GEMPA a fondé des Enfoques de Mujer, qui est le premier magazine féministe du Paraguay et qui publie des recherches sur les mouvements sociaux et la participation des femmes dans la société. Corvalán a dirigé la revue jusqu’en 1995.  Avec Mabel Centurión, elle a publié Bibliografía sobre los estudios de la mujer en el Paraguay en 1987. Ce fut le premier travail de ce type dans le pays et la sociologue argentine Maria del Carmen Feijoó a souligné qu’il constituait une contribution importante au domaine des études sur les femmes.
Corvalán a été la première femme paraguayenne à être nommée pour travailler avec la Convention sur l’élimination de toutes les formes de discrimination à l’égard des femmes et elle a participé à de nombreuses conférences féminines en Afrique, en Europe, au Canada, en Chine et aux États-Unis. En 2008 et 2009, Corvalán a été conseillère pour les questions de genre auprès du ministre du Secrétariat à la condition féminine. Elle a été honorée de la Grande Croix de l’Ordre national du mérite, décernée par Héctor Lacognata, ministre des relations extérieures, et Gloria Rubin, ministre de la condition féminine en 2010. L'année suivante, Corvalán a été reconnue par le Conseil municipal d’Asunción qui lui a décerné le prix individuel Serafina Dávalos à l’occasion de la Journée internationale de la femme et pour la reconnaissance de son travail national et international pour l’amélioration des lois et politiques publiques concernant les femmes en faveur de l’égalité des sexes. En 2011, elle prend la direction du CPES. En 2022, elle a été reconnue par les Nations unies au Paraguay comme l’une des dix activistes de premier plan qui ont travaillé pour les droits des femmes dans le pays.

## Sources
- (es) Natalia Canese et Graziella Corvalán, El español del Paraguay: en contacto con el guaraní, Asunción, Paraguay, Centro Paraguayo de Estudios Sociológicos, 1987 (OCLC 948232913)
- (es) Graziella Corvalán et Marilin Rehnfeldt, Entre el silencio y la voz: mujeres—actoras y autoras de una sociedad en cambio, Asunción, Paraguay, Centro Paraguayo de Estudios Sociológicos, 1989 (OCLC 21764032)
- (es) Virginia Guzmán, Grazziella Corvalán et Aída Torres, La institucionalidad de género en un contexto de cambio de gobierno : el caso de Paraguay, Santiago, Chile, Naciones Unidas, CEPAL, Unidad Mujer y Desarrollo, 2003 (ISBN 978-92-1-322278-2)
- (es) Corvalán, « El contexto sociocultural y la perspectiva de género en el bilinguismo paraguayo », Revista Paraguaya de Sociología, Asunción, Paraguay, Centro Paraguayo de Estudios Sociológicos, vol. 46, no 134,‎ january–july 2009 (ISSN 0035-0354)
- (es) Graziella Corvalán, Movimiento feminista paraguayo: su construcción social, Asunción, Paraguay, Servilibro, 2013 (ISBN 978-99953-0-512-3)